# Jean Jules Bousson
Jean Jules Bousson, né le 13 mars 1834 à Vincennes et mort le 3 septembre 1926 à Paris, est un officier de cavalerie français, devenu général de brigade.

## Jeunesse
Bousson intégra l'École spéciale militaire de Saint-Cyr en 1852. Il y fut élève de la promotion de l'Empire, de 1852 à 1854. Il en sortit classé 69e sur 279. Se destinant à la cavalerie, sa grande taille (1,91m) l'oriente vers les régiments de carabiniers de l'armée impériale. Il intègre ainsi le 2e régiment de carabiniers, au grade de sous-lieutenant, le 1er octobre 1854.

## Carrière militaire
Il rejoint dès juin 1856 la Garde impériale, au 2e régiment de cuirassiers de la Garde impériale. Il est ensuite muté à sa demande, en janvier 1857, à l'escadron des cent-gardes.
Promu au grade de lieutenant le 14 mars 1859, il prend part à la campagne d'Italie de 1859. Devenant capitaine le 8 décembre 1861, il est ensuite adjudant-major avant de recevoir ses galons de chef d'escadrons en 1865.
Élevé au grade de général de brigade le 28 octobre 1891, il commande la brigade de cavalerie du 13e corps d'armée.

## Médailles et distinctions
- Commandeur de la Légion d'honneur (30 décembre 1895).